# Шлирн
Шлирн (нем. Schliern) — населённый пункт в Швейцарии, в кантоне Берн. 
Входит в состав округа Берн-Миттельланд. Находится в составе коммуны Кёниц. Население составляет 4102 человека (на 2003 год). 